# Rhizopus

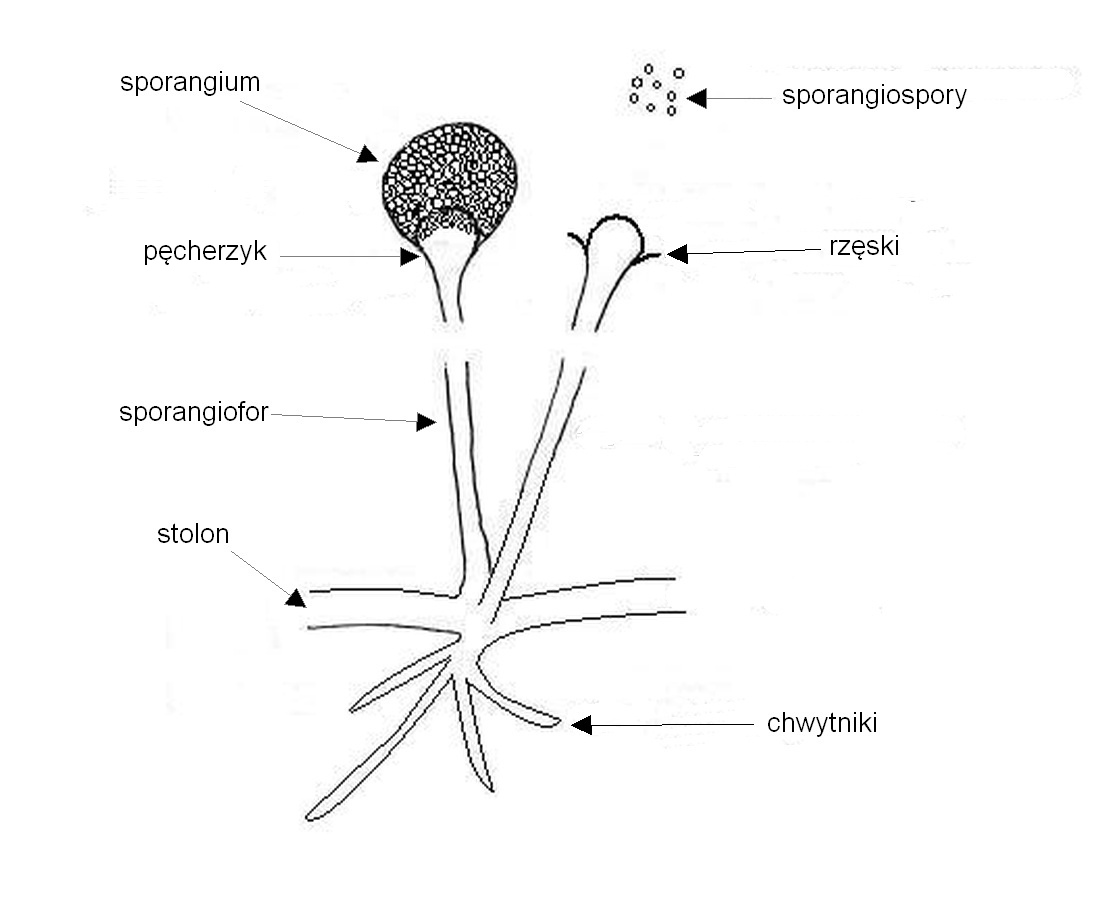
Morfologia Rhizopus

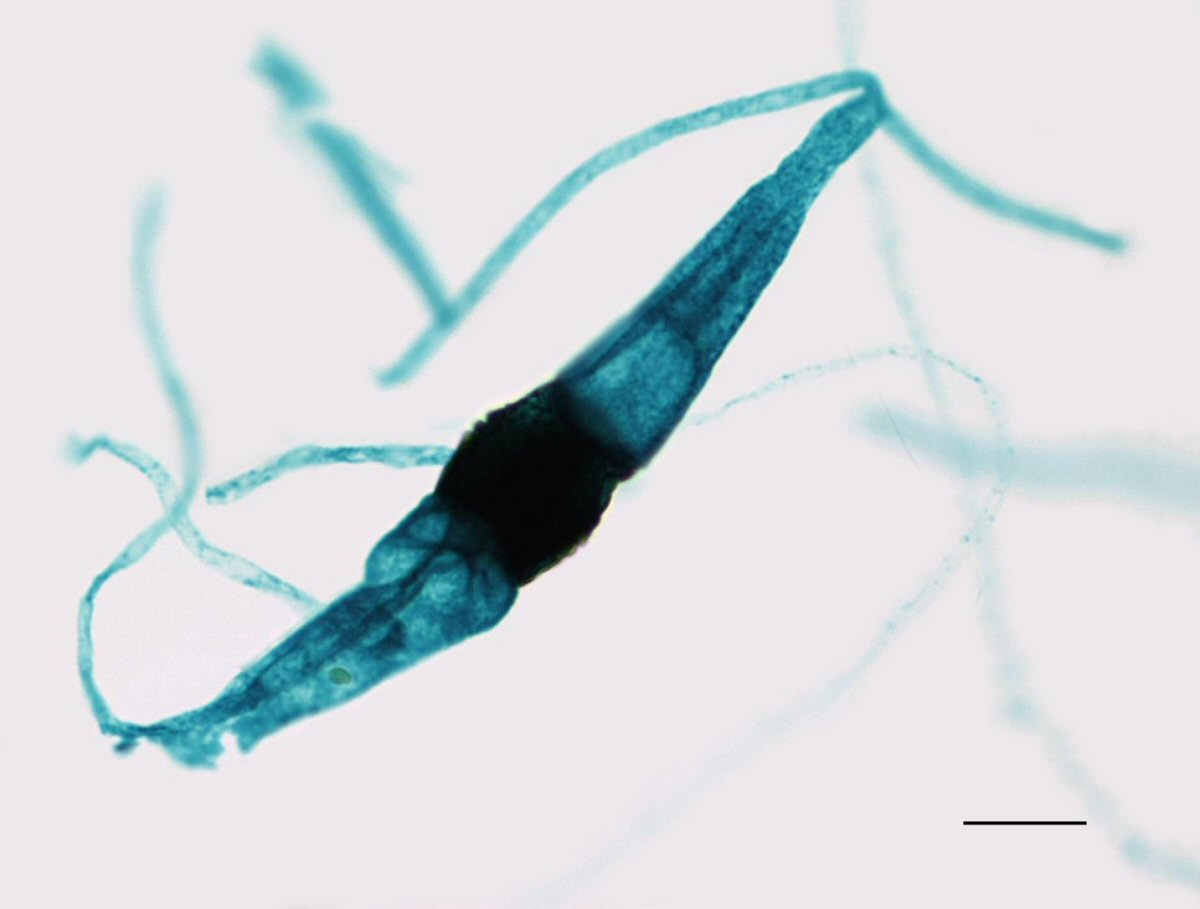
Powstawanie zygospory (zdjęcie mikroskopowe)

Rhizopus Ehrenb. – rodzaj grzybów z rodziny Rhizopodaceae.

## Morfologia
Są to mikroskopijne grzyby strzępkowe tworzące watowate, kosmate plechy z zarodniami. Początkowo plechy mają barwę od białej do żółtawej, wkrótce jednak od zarodników ciemnieją i stają się szare do brązowych Charakterystyczną cechą tego rodzaju jest wytwarzanie stolonów i pigmentowanych chwytników oraz wyrastanie sporangioforów bezpośrednio nad chwytnikami. Po uwolnieniu się zarodników kolumelle często zwijają się, tworząc strukturę podobną do parasola (tzw. apofizę). Przy rozróżnianiu gatunków odgrywają rolę takie cechy morfologiczne, jak: długość strzępek, kształt i długość sporangioforów i kolumelli, średnica zarodni oraz wielkość, kształt i powierzchnia zarodników, a nawet cechy fizjologiczne, takie np. jak maksymalna temperatura wzrostu.

## Rozmnażanie
Występuje zarówno rozmnażanie płciowe, jak i bezpłciowe. Rozmnażanie płciowe zachodzi na drodze zygogamii (jest to rodzaj gametangiogamii). Rhizopus jest heterotaliczny, to znaczy, że wytwarza dwa rodzaje strzępek, które morfologicznie zupełnie nie różnią się od siebie, są jednak zróżnicowane płciowo, co oznacza się jako (+) i (-). Gdy zetkną się dwie odmienne płciowo strzępki (+) i (-), najpierw następuje oddzielenie poprzeczną ścianą końcowego odcinki strzępki (zygoforu). Powstaje w ten sposób wielojądrowe gametangium. Ściany dwóch stykających się z sobą gametangiów rozpuszczają się i ich zawartość zlewa się, co nazywa się plazmogamią. W jądrach komórkowych pochodzących od obydwu gametangiów następują podziały mitotyczne. Teraz następuje zlewanie się jąder pochodzących od różnych gametangiów, czyli wielokrotna kariogamia. Powstaje wielojądrowa zygospora o diploidalnej liczbie chromosomów. Otacza się ona grubą ściana o ciemnej barwie i przechodzi w okres spoczynku trwający kilka miesięcy. W tym okresie pełni więc funkcję przetrwalnika. Gdy zaczyna kiełkować, zaraz w jej jądrach zachodzi mejoza i powstają jądra haploidalne.
Z kiełkujących zygospor rozwijają się strzępki powietrzne z chwytnikami, oraz sporangiofory z zarodniami. W zarodniach na drodze bezpłciowej wytwarzane są zarodniki (sporangiospory). Roznosi je wiatr, ale prawdopodobnie także woda, owady i niektóre inne drobne zwierzęta.

## Systematyka
Pozycja w klasyfikacji według Index Fungorum
Rhizopodaceae, Mucorales, Incertae sedis, Mucoromycetes, Mucoromycotina, Mucoromycota, Fungi.
Takson utworzył  w 1821 r. 'Należy do monotypowej rodziny Rhizopodaceae K. Schum. 1894. Synonimy:
- Crinofer Nieuwl.
- Mucor P. Micheli ex Fr.
- Mucor subgen. Rhizopus (Ehrenb.) J. Schröt.
- Pilophora Wallr.
- Zygambella Nagal. & Subrahm[7].

Niektóre gatunki
- Rhizopus arrhizus A. Fisch., in Winter, Rabenh. Krypt.-Fl., Edn 2 (Leipzig) 1(4): 233 (1892)
- Rhizopus americanus (Hesselt. & J.J. Ellis) R.Y. Zheng, G.Q. Chen & X.Y. Liu 2000
- Rhizopus caespitosus Schipper & Samson 1994
- Rhizopus homothallicus Hesselt. & J.J. Ellis 1962
- Rhizopus lyococcus (Ehrenb.) G.Y. Liou, F.L. Lee, G.F. Yuan & Stalpers 2007
- Rhizopus megasporus Boedijn 1959
- Rhizopus microsporus Tiegh. 1875
- Rhizopus niveus M. Yamaz. 1919
- Rhizopus schipperae Weitzman, McGough, Rinaldi & Della-Latta 1996
- Rhizopus sexualis (G. Sm.) Callen 1940
- Rhizopus stolonifer (Ehrenb.) Vuill. 1902 – rozłożek czerniejący

Nazwy naukowe na podstawie Index Fungorum.

## Znaczenie
Gatunki należące do rodzaju Rhizopus to zarówno saprotrofy odżywiające się martwą materią organiczną, jak i pasożyty wywołujące choroby roślin, zwierząt i ludzi. Gatunki saprotroficzne pojawiają się często na żywności powodując pleśnienie owoców i nasion. Niektóre gatunki mają znaczenie medyczne, powodują bowiem zakażenia skórne (grzybice). Dwa gatunki z tego rodzaju (''Rh. oligosporus i Rh. oryzae) są wykorzystywane przy wytwarzaniu tempeh – tradycyjnego składnika kuchni indonezyjskiej.